# Équipe cycliste féminine Lviv
L'équipe cycliste féminine Lviv est une équipe cycliste féminine professionnelle ukrainienne créée en 2019. 

## Classements UCI
Ce tableau présente les places de l'équipe au classement de l'Union cycliste internationale en fin de saison, ainsi que la meilleure cycliste au classement individuel de chaque saison.
| Année | Classement par équipes | Meilleure coureuse au classement individuel |
| 2019  | 33e                    | Valeriya Kononenko (79e)                    |

Le tableau ci-dessous présente les classements de l'équipe sur l'UCI World Tour féminin, ainsi que sa meilleure coureuse au classement individuel.
| Année | Classement par équipes | Meilleure coureuse au classement individuel |
| 2019  | 31e                    | Valeriya Kononenko (109e)                   |

## Lviv en 2020

### Arrivées et départs
| Arrivées           | Équipe 2019         |
| ------------------ | ------------------- |
| Megan Chard        | Amateur             |
| Naomi de Roeck     | Néo-professionnelle |
| Kseniya Fedotova   | Néo-professionnelle |
| Ellen Feytens      | Néo-professionnelle |
| Špela Kern         | BTC City Ljubljana  |
| Solomiia Lukachuk  | Néo-professionnelle |
| Estefania Pilz     | Amateur             |
| Fiona Turnbull     | Néo-professionnelle |
| Femke Verstichelen | Amateur             |

| Départs         | Équipe 2020 |
| --------------- | ----------- |
| Daryna Marynyuk | Amateur     |
| Hanna Solovey   | Amateur     |
| Valeria Zalizna | Amateur     |

### Effectifs
| Effectif 2020        | Effectif 2020     | Effectif 2020 | Effectif 2020                      |
| Cycliste             | Date de naissance | Pays          | Équipe précédente                  |
| -------------------- | ----------------- | ------------- | ---------------------------------- |
| Julia Biryukova      | 24 janvier 1998   | Ukraine       |                                    |
| Viktoriya Bondar     | 25 septembre 1995 | Ukraine       |                                    |
| Megan Chard          | 6 janvier 1998    | Royaume-Uni   | S-bikes Bodhi (2019)               |
| Naomi de Roeck       | 23 octobre 1990   | Belgique      |                                    |
| Kseniya Fedotova     | 30 décembre 1997  | Ukraine       |                                    |
| Ellen Feytens        | 20 septembre 2000 | Belgique      | Multum Accountants (2019)          |
| Špela Kern           | 24 février 1990   | Slovénie      | BTC City Ljubljana (2019)          |
| Oksana Kliachina     | 11 septembre 1997 | Ukraine       |                                    |
| Tetyana Klimchenko   | 8 mai 1994        | Ukraine       |                                    |
| Solomiia Lukachuk    | 30 avril 2001     | Ukraine       |                                    |
| Anna Nahirna         | 30 septembre 1988 | Ukraine       |                                    |
| Estefania Pilz       | 7 août 1985       | Argentine     | Memorial Santos-Fupes (2019)       |
| Olena Sharga         | 21 décembre 1986  | Ukraine       |                                    |
| Fiona Turnbull       | 27 juin 2000      | Royaume-Uni   | YRDP Fred Whitton Challenge (2018) |
| Femke Verstichelen   | 22 mars 1984      | Belgique      | Memorial Santos-Fupes (2019)       |
| Viktoriia Yaroshenko | 12 juillet 1999   | Ukraine       |                                    |
|                      |                   |               |                                    |
| Source : UCI         |                   |               |                                    |

### Victoires
| Victoires | Victoires                       | Victoires | Victoires | Victoires    | Victoires |
| Date      | Course                          | Pays      | Classe    | Vainqueur    |           |
| --------- | ------------------------------- | --------- | --------- | ------------ | --------- |
| 7 août    | Championnat d'Ukraine sur route | Ukraine   | CN        | Anna Nahirna |           |

### Classement mondial
| Classement UCI | Classement UCI       | Classement UCI | Classement UCI |
| Coureuse       | Coureuse             | Pays           | Points         |
| -------------- | -------------------- | -------------- | -------------- |
| 117e           | Špela Kern           | Slovénie       | 118 pts        |
| 132e           | Olena Sharga         | Ukraine        | 107 pts        |
| 165e           | Yevheniya Vysotska   | Ukraine        | 86 pts         |
| 172e           | Julia Biryukova      | Ukraine        | 78 pts         |
| 218e           | Anna Nahirna         | Ukraine        | 60 pts         |
| 428e           | Solomiia Lukachuk    | Ukraine        | 20 pts         |
| 519e           | Viktoriya Bondar     | Ukraine        | 13 pts         |
| 537e           | Viktoriia Yaroshenko | Ukraine        | 10 pts         |
| 614e           | Tetyana Klimchenko   | Ukraine        | 6 pts          |

## Lviv en 2019

### Effectif
| Effectif 2019        | Effectif 2019     | Effectif 2019 | Effectif 2019               |
| Cycliste             | Date de naissance | Pays          | Équipe précédente           |
| -------------------- | ----------------- | ------------- | --------------------------- |
| Julia Biryukova      | 24 janvier 1998   | Ukraine       |                             |
| Viktoriya Bondar     | 25 septembre 1995 | Ukraine       |                             |
| Oksana Kliachina     | 11 septembre 1997 | Ukraine       |                             |
| Tetyana Klimchenko   | 8 mai 1994        | Ukraine       |                             |
| Valeriya Kononenko   | 14 mai 1990       | Ukraine       | SC Michela Fanini (2017)    |
| Daryna Marynyuk      | 14 mai 1999       | Ukraine       |                             |
| Anna Nahirna         | 30 septembre 1988 | Ukraine       |                             |
| Olena Sharga         | 21 décembre 1986  | Ukraine       |                             |
| Hanna Solovey        | 31 janvier 1992   | Ukraine       | Parkhotel Valkenburg (2018) |
| Viktoriia Yaroshenko | 12 juillet 1999   | Ukraine       |                             |
| Valeria Zalizna      | 25 avril 1996     | Ukraine       |                             |
|                      |                   |               |                             |
| Source : UCI         |                   |               |                             |

### Victoires

#### Sur route
| Victoires | Victoires                                 | Victoires | Victoires | Victoires          | Victoires |
| Date      | Course                                    | Pays      | Classe    | Vainqueur          |           |
| --------- | ----------------------------------------- | --------- | --------- | ------------------ | --------- |
| 9 mars    | Grand Prix Velo Alanya                    | Turquie   | 1.2       | Olena Sharga       |           |
| 26 juin   | Championnat d'Ukraine du contre-la-montre | Ukraine   | CN        | Valeriya Kononenko |           |

### Classement mondial
| Classement UCI | Classement UCI     | Classement UCI | Classement UCI |
| Coureuse       | Coureuse           | Pays           | Points         |
| -------------- | ------------------ | -------------- | -------------- |
| 79e            | Valeriya Kononenko | Ukraine        | 256 pts        |
| 395e           | Hanna Solovey      | Ukraine        | 33 pts         |
| 474e           | Oksana Kliachina   | Ukraine        | 25 pts         |
| 700e           | Anna Nahirna       | Ukraine        | 10 pts         |